# Skoczek azjatycki
Skoczek azjatycki (Dipus sagitta) – gatunek ssaka z podrodziny skoczków (Dipodinae) w obrębie rodziny skoczkowatych (Dipodidae).

## Zasięg występowania
Skoczek azjatycki występuje w Eurazji zamieszkując w zależności od podgatunku:
- D. sagitta sagitta – południowa Rosja (Kraj Ałtajski) i prawy brzeg rzeki Irtysz w Kazachstanie (obwód pawłodarski i obwód wschodniokazachstański).
- D. sagitta austrouralensis – północno-zachodni Kazachstan (obwód zachodniokazachstański, obwód atyrauski i obwód aktobski między rzekami Ural i Emba).
- D. sagitta bulganensis – wschodni Kazachstan (wschodnia część jeziora Zajsan w obwodzie wschodniokazachstańskim), północno-zachodnia Chińska Republika Ludowa (Kotlina Dżungarska w Sinciang) i Mongolia (południowy ajmak kobdoski i południowo-zachodni ajmak gobijsko-ałtajski).
- D. sagitta halli – Chińska Republika Ludowa (północno-wschodnia Mongolia Wewnętrzna, południowo-zachodni Heilongjiang, północno-zachodni Jilin i północny Liaoning) i południowo-wschodnia Mongolia (ajmak suchebatorski).
- D. sagitta innae – południowa Rosja (obwód astrachański na wschód od rzeki Wołga) i północno-zachodni Kazachstan (obwód zachodniokazachstański i obwód atyrauski na zachód od rzeki Ural).
- D. sagitta lagopus – zachodnio-środkowy Kazachstan (na wschód od rzeki Emba i na północ od rzeki Syr-daria).
- D. sagitta megacranius – południowo-wschodni Kazachstan (piaski Moinkum w obwodzie żambylskim).
- D. sagitta nogai – południowa część europejskiej Rosji (obwód wołgogradzki i obwód astrachański na wschód od rzek Wołga, Kałmucji i Dagestanu).
- D. sagitta sowerbyi – północna Chińska Republika Ludowa (północno-wschodni Sinciang, północna część Kotliny Cajdamskiej w Qinghai, Gansu, południowo-zachodnia Mongolia Wewnętrzna, północna Ningxia i północne Shaanxi) i Mongolia.
- D. sagitta turanicus – południowo-zachodni Kazachstan (południowy obwód kyzyłordyński na południe od rzeki Syrdaria i obwód mangystauski), Uzbekistan i Turkmenistan; prawdopodobnie w sąsiednim zachodnim Afganistanie.
- D. sagitta ubsanensis – północno-zachodnia Mongolia (północny ajmak uwski) i przyległa Rosja (skrajna południowa Tuwa).
- D. sagitta usuni – południowo-wschodni Kazachstan (obwód ałmacki); prawdopodobnie w przyległej Chińskiej Republice Ludowej (piaski doliny rzeki Ili w zachodnim Sinciangu).
- D. sagitta zaissanensis – wschodni Kazachstan (północno-zachodni basen jeziora Zajsan na lewym brzegu rzeki Irtysz).

Izolowana populacja występująca w północnym Iranie (pustynia Turan we wschodnim Semnan) może należeć do podgatunku turanicus lub do jeszcze nieopisanego podgatunku.

## Taksonomia
Gatunek po raz pierwszy zgodnie z zasadami nazewnictwa binominalnego opisał w 1773 roku niemiecki przyrodnik Peter Simon Pallas nadając mu nazwę Mus sagitta. Holotyp pochodził z Jakuszewska, w obwodzie pawłodarskim, w północnym Kazachstanie.
Dane genetyczne dostarczają mocnych dowodów na to, że D. sagitta, w tradycyjnym rozumieniu, nie jest pojedynczym gatunkiem, ale raczej zespołem co najmniej czterech lub nawet pięciu gatunków; w rezultacie D. deasyi został podniesiony do rangi odrębnego gatunku. Trzy kolejne linie genetyczne (sagitta, turanicus i sowerbyi) mogą reprezentować trzy odrębne gatunki, ale potrzebne są dalsze badania molekularne i morfologiczne. Autorzy Illustrated Checklist of the Mammals of the World rozpoznają trzynaście podgatunków.

### Etymologia
- Dipus: gr. διπους dipous, διποδος dipodos „dwunożny”, od δι- di- „podwójny”, od δις dis „dwukrotny”, od δυο duo „dwa”; πους pous, ποδος podos „stopa”[21].
- sagitta: łac. sagitta „strzała”[22].
- austrouralensis: łac. auster, austri „południe”[22]; Ural, Eurazja.
- bulganensis: góry Bulgan, Mongolia.
- halli: A.L. Hall (data urodzenia i śmieci nieznana), brytyjski kolekcjoner z którego kolekcji pochodził holotyp[6].
- lagopus: gr. λαγωπους lagōpous, λαγωποδος lagōpodos „zająco-stopy, szorstko-stopy”, od λαγως lagōs „zając”; πους pous, ποδος podos „stopa”[22].
- megacranius: gr. μεγας megas, μεγαλη megalē „wielki”[23]; κρανιον kranion „czaszka”, od καρα kara, καρατος karatos „głowa”[24].
- nogai: Nogajowie, lud turecki, zamieszkujący Kaukaz Północny, południowe Powołże i Półwysep Krymski[25].
- sowerbyi: Arthur de Carle Sowerby (1885–1954), brytyjski przyrodnik i podróżnik[5].
- turanicus: staroperska nazwa Turan dla Azji Środkowej, ogólnie stosowana do ziem ludów tureckich poza Amu-darią[22].
- ubsanensis: Ubsu-Nur (= Uws-nur), Mongolia/Rosja[13].
- usuni: Usunowie, środkowoazjatycka konfederacja plemion koczowniczych.
- zaissanensis: jezioro Zajsan, Kazachstan.

## Morfologia
Długość ciała (bez ogona) 115–145 mm, długość ogona 140–180 mm, długość ucha 16–23 mm, długość tylnej stopy 57–67 mm; masa ciała 46–128 g.